# Iota Orionis
Iota Orionis (ι Ori / ι Orionis), conosciuta anche come Na'ir al Saif o  Hatsya, è la stella più luminosa dell'asterismo della Spada di Orione, all'interno della costellazione di Orione. Si tratta in realtà di un sistema stellare composto da quattro componenti, la cui primaria è una massiccia e calda gigante blu.

## Osservazione
A sud del trio di stelle che formano la Cintura di Orione, al centro della costellazione, si possono individuare altre tre stelle disposte in senso nord-sud a formare una specie di colonna. Questo asterismo è stato chiamato Spada di Orione. La stella più a nord delle tre, 42 Orionis è la meno luminosa, mentre quella più a sud, Iota Orionis, è quella più brillante. La stella intermedia, se osservata tramite strumenti, si rivela in realtà un ammasso aperto, nominato il Trapezio, formato da parecchie stelle molto massicce. Tale ammasso contribuisce a illuminare quella che è una delle più note e fotografate nebulose diffuse della volta celeste, la Nebulosa di Orione. Iota Orionis appare in prossimità del bordo meridionale di tale nebulosa, separata da essa da circa 1°.
Con magnitudine apparente 2,77, Iota Orionis è la settima stella in ordine di luminosità all'interno della costellazione. Essendo posta quasi 6° a sud dell'equatore celeste, è una stella dell'emisfero australe. Tuttavia la sua posizione la rende visibile da tutte le regioni popolate della Terra e da tutte le terre emerse. Essa infatti risulta invisibile solo a nord dell'84º parallelo, cioè in prossimità del polo nord. D'altra parte questa vicinanza all'equatore celeste fa sì che essa sia circumpolare solo nelle regioni vicine al polo sud terrestre.
Il periodo più propizio per la sua osservazione nel cielo serale va da novembre a maggio.

## Ambiente galattico
Iota Orionis fa parte dell'associazione OB Orion OB1, una delle associazioni OB meglio conosciute e studiate della volta celeste. Si tratta di una vastissima associazione cui appartengono almeno 10.000 stelle. Fra queste ci sono alcune stelle particolarmente massicce: si calcola che a Orion OB1 appartenevano originariamente circa 30-100 stelle con una massa maggiore di 8 M☉. 10-20 di queste stelle sono già esplose in supernovae, dando vita ad ulteriori episodi di formazione stellare. L'associazione contiene una vastissima nube molecolare gigante, nota come complesso nebuloso molecolare di Orione, di cui la Nebulosa di Orione è una delle strutture principali.

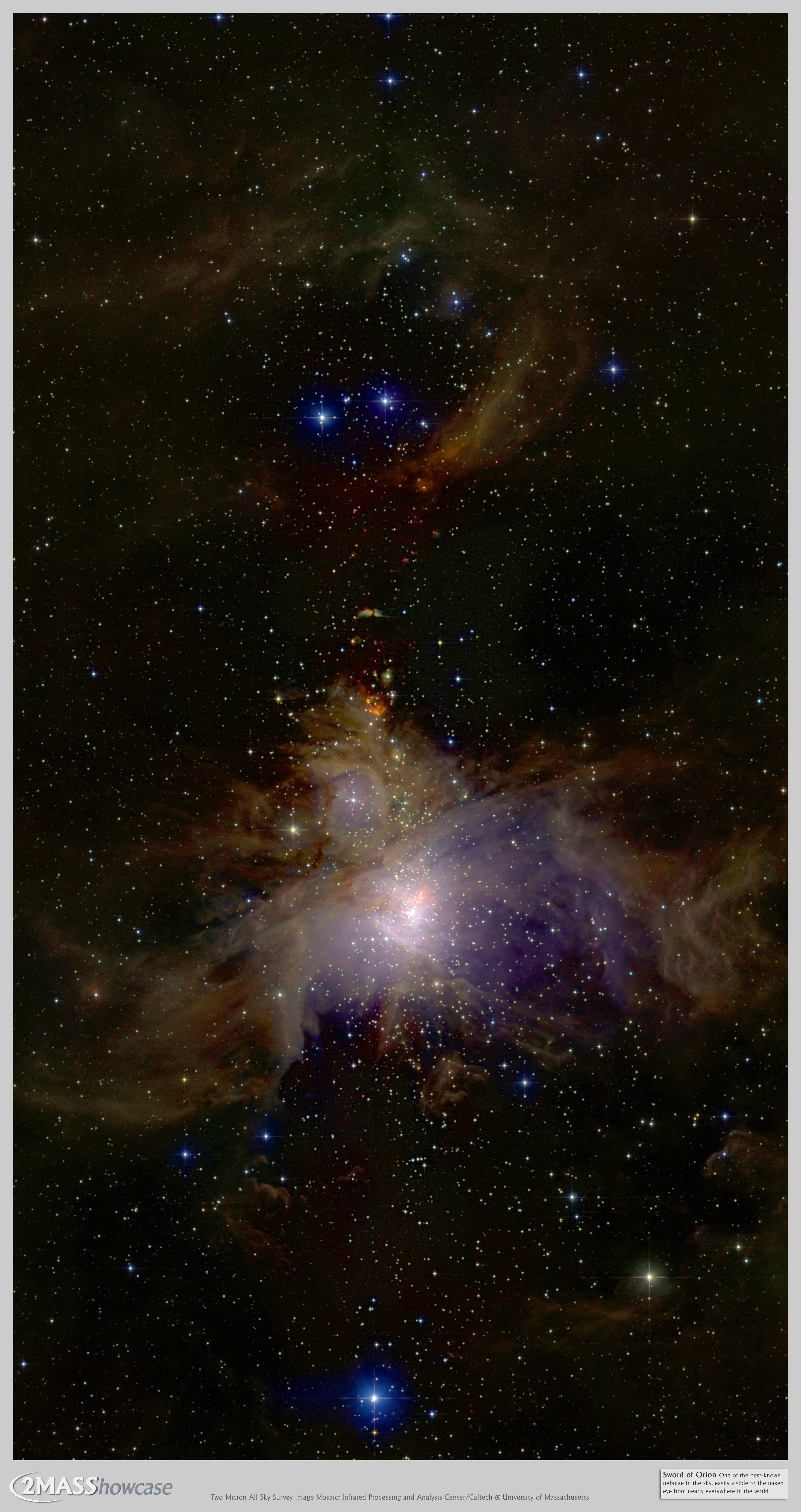
La regione della Spada di Orione. La stella luminosa di colore blu in basso nella foto è Iota Orionis. Essa domina l'ammasso NGC 1980. Più in alto l'estesa nebulosa è la Nebulosa di Orione, che contiene al suo centro il Trapezio. Il complesso di stelle che si trova nel margine superiore sinistro della Nebulosa è OMC-2, mentre più in alto l'ammasso di stelle azzurre circondate da gas costituisce NGC 1977. Ancora più in alto nella foto si notano i confini meridionali di NGC 1981.

Orion OB1 è divisa in quattro sottogruppi principali. Le stelle che giacciono nella zona della Spada di Orione fanno parte di due di questi sottogruppi, l'Orion OB1c e l'Orion OB1d. Fra i sottogruppi appartenenti all'associazione, essi sono quelli che possiedono le stelle più giovani e lontane da noi, poste a circa 400-420 pc dalla Terra (1300-1370 anni luce). Non è chiaro se Orion OB1c e Orion OB1d siano due sottogruppi distinti oppure due popolazioni differenti di stelle che si sono formate dalla stessa nube di gas in periodi diversi. Tale nube, parte del complesso molecolare di Orione, è chiamata Orion A e costituisce la parte più cospicua e interessante dal punto di vista astronomico del complesso stesso.
Sia come sia, la regione della Spada di Orione è in ogni caso divisa in associazioni minori, frutto dei processi di formazione stellare che hanno interessato Orion OB1 negli ultimi milioni di anni. Uno studio del 2010 ha individuato 8 sottoassociazioni principali e 100 sottoassociazioni più piccole. Fra le sottoassociazioni maggiori si possono annoverare gli ammassi aperti (spesso immersi in nebulose) NGC 1981, NGC 1977, OMC-2, il Trapezio e NGC 1980. Iota Orionis potrebbe fare parte di quest'ultimo ammasso. Le incertezze circa l'appartenenza di Iota Orionis a NGC 1980 derivano dalle difficoltà del calcolo della distanza delle stelle dell'ammasso, dovute al fatto che con gli odierni strumenti il metodo della parallasse non è pienamente affidabile quando gli spostamenti sono nell'ordine di 2-3 mas. In particolare, mentre una prima analisi dei dati trasmessi dal satellite Hipparcos aveva posto Iota Orionis alla distanza di 406 pc (circa 1320 anni luce), pienamente compatibile con l'appartenenza della stella a NGC 1980, una seconda analisi ha calcolato una parallasse di 1,40 mas, corrispondenti a 714 pc (circa 2330 anni luce). Se questa seconda analisi fosse corretta, Iota Orionis non sarebbe legata neppure all'associazione Orion OB1, ma sarebbe una stella molto più lontana. Se al contrario è valida la prima analisi, allora Iota Orionis ha una discreta probabilità di appartenere a NGC 1980; in particolare è stato calcolato in uno studio del 2010 che tale probabilità varia dal 42% al 62%, a seconda delle misure dei moti propri delle stelle che compongono l'ammasso.

## Caratteristiche

### Il sistema
Iota Orionis è un sistema multiplo di stelle dominato da una stella di grande massa, a sua volta una binaria spettroscopica. La coppia principale è costituita da una stella gigante blu di classe spettrale O9 III e da una stella gigante o subgigante azzurra di classe spettrale B0,8 III-IV. La distanza notevole e incerta della coppia e la vicinanza fra le due componenti rende lo studio del sistema particolarmente difficile. Le prime soluzioni dell'orbita delle due componenti risalgono all'inizio del XX secolo, mentre in epoca moderna il tentativo più rilevante è quello di Stickland e colleghi (1987). Quest'ultimo team di studiosi ipotizza un periodo orbitale di 29,13376 ± 0,00017 giorni, un'alta eccentricità dell'orbita (e=0,764 ± 0,009), un argomento del pericentro di 123,7° ± 1,5° e una inclinazione orbitale di 47° ± 5°.
Da questi parametri Stickland e colleghi (1987) deducono una massa di 38,9 ± 9,7 M☉ per la primaria e di 18,9 ± 4,7 M☉ per la secondaria. Le classi spettrali fanno pensare che la primaria abbia una temperatura superficiale di circa 32.000 K e la secondaria di 21.000 K. Supponendo inoltre che Iota Orionis appartenga all'associazione Orion OB1 e che quindi sia distante circa 1300 anni luce, il sistema ha magnitudine assoluta -5,7. Poiché la massa della primaria è circa il doppio di quella della secondaria, questo implica che la primaria dovrebbe essere circa 16 volte più luminosa della secondaria, cioè la differenza fra le due stelle dovrebbe essere di circa 1,9 magnitudini. Si può supporre, pertanto, che la magnitudine assoluta della principale sia -5,7 e quella della secondaria -3,8. Si tratta di magnitudini assolute nella banda del visibile. Se viene presa in considerazione anche la notevole quantità di radiazione ultravioletta emessa dalle due stelle, allora le magnitudini assolute delle due componenti diventano -8,7 e -5,8 (rispettivamente circa 260.000 e 17.800 L☉). Si tratta di valori molto elevati, ma in linea con quello che ci si aspetterebbe da stelle di questa massa. Dalla luminosità assoluta e dalla massa è possibile dedurre il raggio delle due componenti che risulta essere 15,8 ± 3,2 R☉ per la primaria e 9,6 ± 1,9 R☉ per la secondaria.
Misurazioni successive pubblicate nel 2000 hanno corretto di poco queste stime. La correzione maggiore riguarda l'argomento del pericentro, che è stato ricalcolato essere 130,0° ± 2,1°. Ciò ha condotto a una diversa stima delle masse delle due componenti, che sono risultate essere 23, 1 e 13,1 M☉. Il loro rapporto è quindi stato corretto in circa 1,77.
La velocità di rotazione all'equatore della primaria moltiplicata per il seno dell'inclinazione dell'asse di rotazione rispetto alla nostra visuale (veq × sin i) è stimata essere 120 ± 10 km/s, mentre per quanto riguarda la secondaria il valore stimato è 80 ± 10 km/s. Ponendo che l'asse di rotazione abbia una inclinazione pari a quella orbitale (47°) e assumendo i raggi presunti,  ne segue che la primaria completa una rotazione su se stessa in 4,76 giorni e la secondaria in 4,34 giorni.
Uno studio pubblicato a Marzo 2017 concernente uno studio effettuato sul sistema binario grazie al progetto BRITE ha rilevato che Iota Orionis emette un picco luminoso periodico, causato dall'interazione tra le due stelle

### Interazioni fra le due componenti
L'alta eccentricità dell'orbita porta le due componenti ad avvicinarsi al periastro fino a circa 36 R☉ (circa 25 milioni di km), cioè solo 1,5 volte la somma dei raggi delle due stelle. All'afastro, invece, la distanza è circa 270 R☉ (187 milioni di km).

La Nebulosa di Orione. Ai suoi margini meridionali brilla Iota Orionis. Le stelle ad essa vicine fanno parte dell'ammasso NGC 1980.

Una simile vicinanza al periastro fra due stelle massicce dovrebbe avere molteplici effetti quali la distorsione della forma delle due stelle e un aumento del vento stellare delle due componenti dovuto alla diminuzione della gravità superficiale, indotta dalla interazione gravitazionale fra i due corpi. Inoltre al periastro il flusso del vento stellare dovrebbe essere marcatamente asimmetrico e presentare una maggiore consistenza nelle parti delle due stelle più vicine fra loro. Tuttavia Stickland e colleghi (1987), sebbene abbiano rilevato piccole variazioni del vento stellare, non hanno potuto osservare alcuna correlazione fra queste variazioni e il periodo orbitale.
Si è cercata quindi una spiegazione di questa mancanza di variabilità. Stevens (1988) ha costruito un modello del vento stellare delle due componenti e delle loro interazioni. Secondo questo studio la primaria dovrebbe perdere a causa del proprio vento stellare 6,11 × 10−7 M☉ ogni anno, mentre la secondaria 1,79 × 10−8 M☉. La velocità del vento stellare delle due componenti è molto elevata, come di solito accade per stelle di grande massa che non siano ancora diventate delle supergiganti rosse: 2007 km/s per la primaria e 2274 km/s per la secondaria. Stevens (1988) sostiene che in realtà non è chiaro se una qualche variazione nel vento stellare delle due componenti dovrebbe essere osservata, quando esse si avvicinano al periastro: secondo il suo modello, da un lato la porzione di superficie in cui si dovrebbe verificare un aumento del flusso del vento stellare è piccola, sicché l'aumento totale del vento stellare dovrebbe aggirarsi solo intorno al 2%; dall'altro questo aumento sarebbe in parte nascosto alla nostra linea di vista dalla posizione delle due componenti: in particolare la parte della primaria interessata dall'aumento sarebbe quella nascosta alla nostra visuale.
Un altro risultato negativo è derivato dalla mancata osservazione di pulsazioni nella principale dovute alla interazione con la secondaria. L'interazione gravitazionale fra i due corpi al periastro dovrebbe provocare una distorsione nella superficie delle due stelle rilevabile mediante una modificazione delle velocità radiali, che si dovrebbe tradurre in uno spostamento verso il rosso e verso il blu nello spettro. Ma Gies e colleghi (1996) non hanno rilevato significativi spostamenti nello spettro delle stelle al periastro. Moreno & Koenigsberger (1999) hanno sviluppato un modello delle interazioni fra le due componenti che prevede modificazioni molto piccole della superficie (0,018 R☉ per la primaria e 0,006 R☉ per la secondaria), che quindi dovrebbe spiegare l'assenza di significativi cambiamenti nelle velocità radiali.
Un terzo risultato negativo inatteso è derivato dall'osservazione delle due stelle ai raggi X. Lo scontro fra i venti stellari dovrebbe infatti produrli. Tuttavia Pittard e colleghi (2000) riportano che i dati provenienti dai telescopi spaziali ASCA e ROSAT non hanno rivelato consistenti differenze nel flusso dei raggi X legate al periodo orbitale. In particolare non è stato possibile rilevare alcun cambiamento significativo fra il flusso emesso all'afastro e quello emesso al periastro.
Questi risultati negativi sono stati contraddetti da Gies e colleghi (1993), i quali, analizzando la linea H-alfa e quelle dell'azoto ionizzato quattro volte e del carbonio ionizzato tre volte, ritengono, seppur con qualche cautela, di avere trovato tracce della focalizzazione del vento della primaria al periastro in direzione della secondaria, e da Marchenko e colleghi (2000), i quali sostengono di avere rilevato segni della deformazione dei due astri al periastro causati dalle forze mareali.
È chiaro che ulteriori studi sono necessari per comprendere se ci sono forti interazioni fra le due componenti e, in caso negativo, come mai tali interazioni non si presentano, visto che esse sono di solito osservabili nelle binarie strette formate da due stelle di tipo O o da una stella di Wolf-Rayet e una stella di classe O, come Gamma Velorum.

### Cattura
Bagnuolo e colleghi (2001) hanno individuato le aree del diagramma H-R in cui si possono trovare la primaria e la secondaria. Date le masse delle due componenti hanno concluso che esse non possono essersi originate dalla stessa nube di gas e non possono avere la stessa età. Infatti ci sono forti indicazioni che la secondaria sia già uscita dalla sequenza principale, mentre la primaria non ha ancora raggiunto lo stadio di supergigante. Visto che una stella si evolve tanto più velocemente quanto più è massiccia, se le due componenti avessero la stessa età, o la secondaria dovrebbe ancora trovarsi all'interno della sequenza principale o la primaria dovrebbe essere già divenuta una supergigante. Poiché così non è, Bagnuolo e colleghi (2001) suppongono che l'età della secondaria sia il doppio di quella della primaria. In particolare la secondaria potrebbe avere 9,4 milioni di anni e la primaria 4,87 milioni di anni. L'unica spiegazione possibile è quindi che la secondaria si sia formata indipendentemente e sia stata poi catturata dalla primaria in un secondo tempo. Bagnuolo e colleghi (2001) avanzano la suggestiva ipotesi che ci sia stato un incontro ravvicinato fra due binarie a seguito del quale è avvenuto uno scambio di componenti fra i due sistemi. In particolare, è stato notato che i moti propri di Iota Orionis e delle stelle fuggitive μ Columbae e AE Aurigae indicano che 2,5 milioni di anni fa erano abbastanza vicine per una collisione fra due binarie. Dato lo stato evolutivo di μ Columbae e AE Aurigae, l'ipotesi è che inizialmente la primaria di Iota Orionis e AE Aurigae formassero un sistema binario che ha interagito con un altro sistema binario formato dalla secondaria di Iota Orionis e da μ Columbae. L'incontro ravvicinato ha comportato la cattura della secondaria di Iota Orionis da parte della primaria e ha impresso grandi accelerazioni alle altre due stelle, che si sono allontanate rapidamente dal sistema appena formato. Questa ipotesi spiegherebbe anche l'alta eccentricità dell'orbita del sistema di Iota Orionis. Forse i due sistemi binari originari si sono formati nell'allora nascente Trapezio.

### Le altre componenti
A 11 arcosecondi dalla principale è osservabile una stella di classe B di 7ª magnitudine, distante dalla primaria almeno 4000 UA (circa 600 miliardi di km) e con periodo orbitale di almeno 75.000 anni. Più distante, a 50 arcosecondi dalla principale, giace una stella di sequenza principale di classe spettrale A o F di 11ª magnitudine, distante almeno 20.000 UA (circa 3000 miliardi di km, cioè pressappoco 0,3 anni luce) dalla primaria e con un periodo orbitale di almeno 700.000 anni.

## Etimologia
Il nome proprio Na'ir al Saif deriva dall'arabo e significa La brillante della spada. Il nome Saiph (Spada), originariamente utilizzato per Iota Orionis e η Orionis, viene oggi utilizzato per nominare κ Orionis, che non fa parte dell'asterismo della Spada di Orione.
Nell'antica Cina, Iota Orionis, assieme alla più meridionale υ Orionis e alle stelle intermedie, veniva chiamata Fa, che significa Uomo di mezzo oppure Punizione. Un altro nome utilizzato era Tui o Jui, che significa lama tagliente; esso probabilmente derivava dall'arabo Saiph.